# 1963 no jornalismo
Nesta página encontrará referências aos acontecimentos directamente relacionados com o jornalismo ocorridos durante o ano de 1963.

## Nascimentos
| Data           | Nome           | Profissão             | Nacionalidade | Observações | Ref |
| -------------- | -------------- | --------------------- | ------------- | ----------- | --- |
| 29 de julho    | Téo José       | locutor esportivo     | Brasil        |             |     |
| 16 de novembro | William Bonner | jornalista e escritor | Brasil        |             |     |

## Mortes
| Data           | Nome               | Profissão                                                              | Nacionalidade                              | Observações | Ref |
| -------------- | ------------------ | ---------------------------------------------------------------------- | ------------------------------------------ | ----------- | --- |
| 30 de maio     | Ribeiro Couto      | jornalista, magistrado, diplomata, poeta, contista e romancista        | Brasil                                     | n. 1898     |     |
| 15 de agosto   | Carlos de Ornellas | jornalista, escritor, empresário e militar                             | Reino Unido de Portugal, Brasil e Algarves | n. 1897     |     |
| 12 de dezembro | Theodor Heuss      | político e jornalista. Foi Presidente da República Federal da Alemanha | Império Alemão                             | n. 1884     |     |